# Robert Ejdeman
Robert Pietrowicz Ejdeman (ros. Роберт Петрович Эйдеман; łot. Roberts Eidemanis; ur. 4 maja 1895 w Lejasciems w guberni inflanckiej (obecnie w gminie Gulbene – Łotwa), zm. 12 czerwca 1937 w Moskwie) – sowiecki komkor z 1935.

## Życiorys
Urodzony w rodzinie chłopskiej. Ukończył szkołę realną w 1914 i rozpoczął studia na wydziale leśnym Politechniki Piotrogrodzkiej.
W 1916 został powołany do armii carskiej. Ukończył Kijowską Szkołę Oficerską w 1916 awansując do stopnia chorążego (praporszczik). Wyznaczony na dowódcę batalionu 16 Syberyjskiego zapasowego pułku strzeleckiego. Członek Socjaldemokratycznej Partii Robotniczej Rosji od 1917. Po rewolucji lutowej 1917 wybrany przewodniczącym Kańskiej Rady Delegatów Żołnierskich. W październiku na 1 Ogólnorosyjskim Zjeździe Rad został wybrany zastępcą przewodniczącego władz partyjnych Syberii. W listopadzie 1917 wybrany na deputowanego do Konstytuanty.
Od maja 1918 w sztabie Wojsk Zachodniej Syberii, dowodził oddziałami Armii Czerwonej w walkach z oddziałami Czechów i oddziałami białych w rejonie Omska. Od czerwca 1918 dowódca 2 uralskiej, potem 3 Specjalnej Dywizji Strzelców w 3 Armii Frontu wschodniego. Od marca 1919 do maja 1920 dowódca 14, 41 i 46 Dywizji Strzelców Frontu Południowego. W kwietniu – maju 1920 kwatermistrz Frontu Południowo-Zachodniego (dowódca Aleksandr Jegorow, komisarz Józef Stalin). W czerwcu – lipcu 1920 dowódca 13 Armii. W lipcu – wrześniu 1920 dowodził prawym skrzydłem Frontu Południowo-Zachodniego broniącego przyczółka kachowskiego. Od października 1920 do stycznia dowodził wojskami wewnętrznymi Frontów: Południowego i Południowo-Zachodniego, w lutym – maju 1921 wojskami Charkowskiego Okręgu Wojskowego, walcząc z oddziałami Białych.
W latach 1921–1924 zastępca i dowódca Wojsk Ukrainy i Krymu, 1924–1925 dowódca Syberyjskiego Okręgu Wojskowego. W l. 1925–1932 komisarz i komendant Akademii Wojskowej im. M. Frunzego. W latach 1927–1936 redaktor odpowiedzialny pisma „Wojna i rewolucja”. W l. 1932–1934 członek Rewolucyjnej Rady Wojskowej ZSRR, od 1934 członek Rady wojskowej w ludowym komisariacie obrony ZSRR Od 1932 przewodniczący Centralnej Rady Stowarzyszenia Współdziałania Obrony i Budownictwa Lotniczego i Chemicznego ZSRR (Osoawiachim). Członek Wszechrosyjskiego Komitetu Wykonawczego RFSRR i Centralnego Komitetu Wykonawczego Rad ZSRR kilku kadencji.
Był członkiem Zarządu i przewodniczącym sekcji poezji i prozy Związku Pisarzy Łotewskiej Sowieckiej Socjalistycznej Republiki.
Aresztowany przez NKWD 22 maja 1937 w czasie moskiewskiej konferencji partyjnej pod zarzutem „udziału w antyradzieckiej organizacji terrorystycznej”. Przyznał się do udziału w spisku wojskowym łotewskiej tajnej organizacji i zadenuncjował 20 współtowarzyszy (13 z nich aresztowano natychmiast). Skazany na śmierć 11 czerwca 1937 przez zgromadzenie specjalne Sądu Najwyższego ZSRR z zarzutu udziału w spisku wojskowym w Armii Czerwonej, i przygotowaniach do obalenia władzy sowieckiej poprzez powstanie zbrojne i klęskę ZSRR w przyszłej wojnie. Wraz z nim zostało skazanych siedmiu innych dowódców: Michaił Tuchaczewski, Iona Jakir, August Kork, Witowt Putna, Witalij Primakow, Boris Feldman, Ijeronim Uborewicz. Stracony następnego dnia. Ciało skremowano w krematorium na Cmentarzu Dońskim, prochy pochowano anonimowo.
Zrehabilitowany 31 stycznia 1957 postanowieniem Kolegium Wojskowego SN ZSRR.
Dwukrotnie odznaczony Orderem Czerwonego Sztandaru i orderem Czerwonej Gwiazdy.